# Герхард I фон Байхлинген
Герхард I фон Байхлинген (на немски: Gerhard I, Graf von Beichlingen; † 1324/29 септември 1329) от графския род Нортхайми е граф на Байхлинген-Ротенбург.
Той е вторият син на граф Фридрих VI фон Байхлинген-Ротенбург, бургграф на Кифхаузен († сл. 23 март 1313) и съпругата му Луитгард фон Кверфурт († 1294), дъщеря на Герхард II фон Кверфурт († сл. 1300) и графиня Луитгард фон Регенщайн († сл. 1274).
Брат е на граф Фридрих фон Байхлинген-Ротенбург († 1336), Херман фон Байхлинген († сл. 1332), домхер в Мерзебург и Наумбург, Хайнрих фон Байхлинген († сл. 1335), Фридрих фон Байхлинген († сл. 1300) и на София фон Байхлинген († сл. 1305).

## Фамилия
Герхард I фон Байхлинген се жени за фон Вернигероде, дъщеря на граф Албрехт V фон Вернигероде († 1320/1323) и първата му съпруга. Те имат три сина:
- Фридрих IV фон Байхлинген-Ротенбург-Бенделебен († сл. 1356), граф на Байхлинген-Ротенбург-Бенделебен, женен пр. 1 май 1339 г. за Рихца фон Хонщайн-Зондерсхаузен († сл. 1386), дъщеря на граф Хайнрих V фон Хонщайн-Зондерсхаузен († 1356) и принцеса Матилда фон Брауншвайг († 1357)
- Албрехт фон Байхлинген († 1367), господар на Брюкен
- Герхард II фон Байхлинген († сл. 1362), господар на Брюкен и Кранихфелд